# Aon Center (Chicago)
Das Aon Center ist ein 346 m hoher Wolkenkratzer in der US-amerikanischen Großstadt Chicago im Bundesstaat Illinois. Das Gebäude liegt an der 200 East Randolph Street im Stadtteil Chicago Loop.

## Beschreibung
Das Aon Center wurde zwischen 1970 und 1973 vom Architekturbüro Edward Durell Stone & Partner für die Standard Oil Company of Indiana errichtet. Es hat 83 Stockwerke und ist bis zur Dachkante 346 m hoch, womit es nach seiner Vollendung kurzzeitig das höchste Gebäude Chicagos war. Es überragte das 1969 errichtete John Hancock Center um zwei Meter, wurde jedoch bereits im Jahr 1974 durch den 442 m hohen Willis Tower (damals Sears Tower) um fast einhundert Meter übertroffen.

Von 1974 bis 1990 war das Aon Center das fünfthöchste Gebäude der Welt und bis 2009 das zweithöchste Hochhaus in Chicago. Heute ist es noch das vierthöchste Gebäude in Chicago sowie das zwölfthöchste in den USA, nach One World Trade Center (New York City), Central Park Tower (New York City), Willis Tower, dem 111 West 57th Street (New York City), One Vanderbilt (New York City), 432 Park Avenue (New York City), 30 Hudson Yards (New York City), Empire State Building (New York City), Trump Tower (Chicago) und Bank of America Tower (New York City).

Im Hochhaus befand sich seit 1982 der Hauptsitz des Versicherungsunternehmens AON, der 2012 nach London verlegt wurde. Seitdem ist das Aon Center der zweitwichtigste Standort des Konzerns. Das gesamte Gebäude wird, abgesehen von einigen technischen Einrichtungen zum Betrieb, ausschließlich für Büros verwendet. Die 83 Geschosse des Gebäudes verfügen über eine gesamte Nutzfläche von rund 334.000 Quadratmetern. Das Aon Center beherbergt im Gegensatz zu anderen Wolkenkratzern der Stadt wie dem Willis Tower oder dem John Hancock Center keine öffentliche Einrichtungen für Publikumsverkehr.
Das Gebäude wurde mit derselben Baumethode errichtet wie das ehemalige World Trade Center (fertiggestellt 1972 und 1973) in New York City und ähnelt diesem im Design, ist jedoch rund 70 Meter niedriger.

## Sonstiges

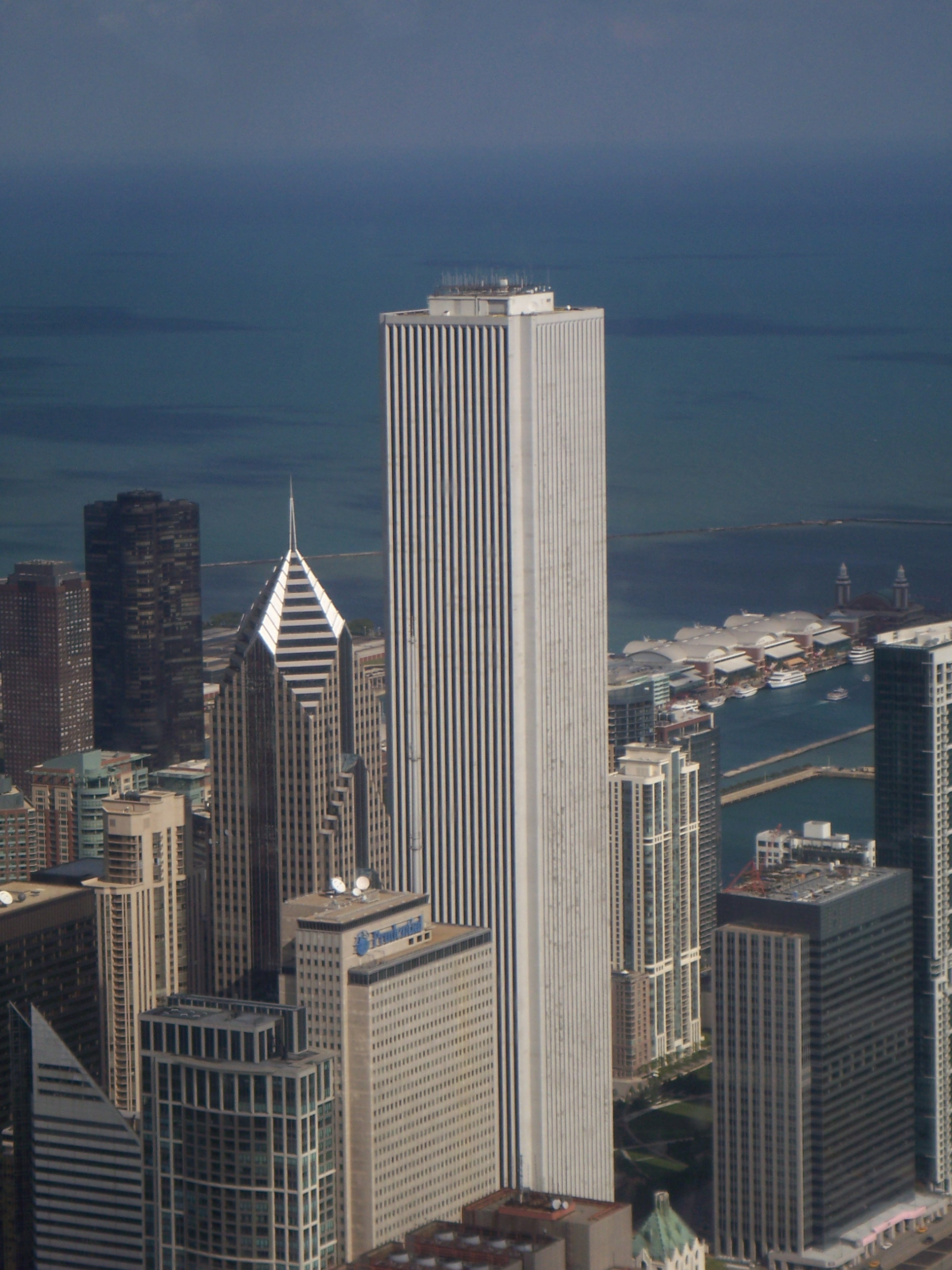
Das Aon Center vom Willis Tower aus gesehen, im Hintergrund der Michigansee

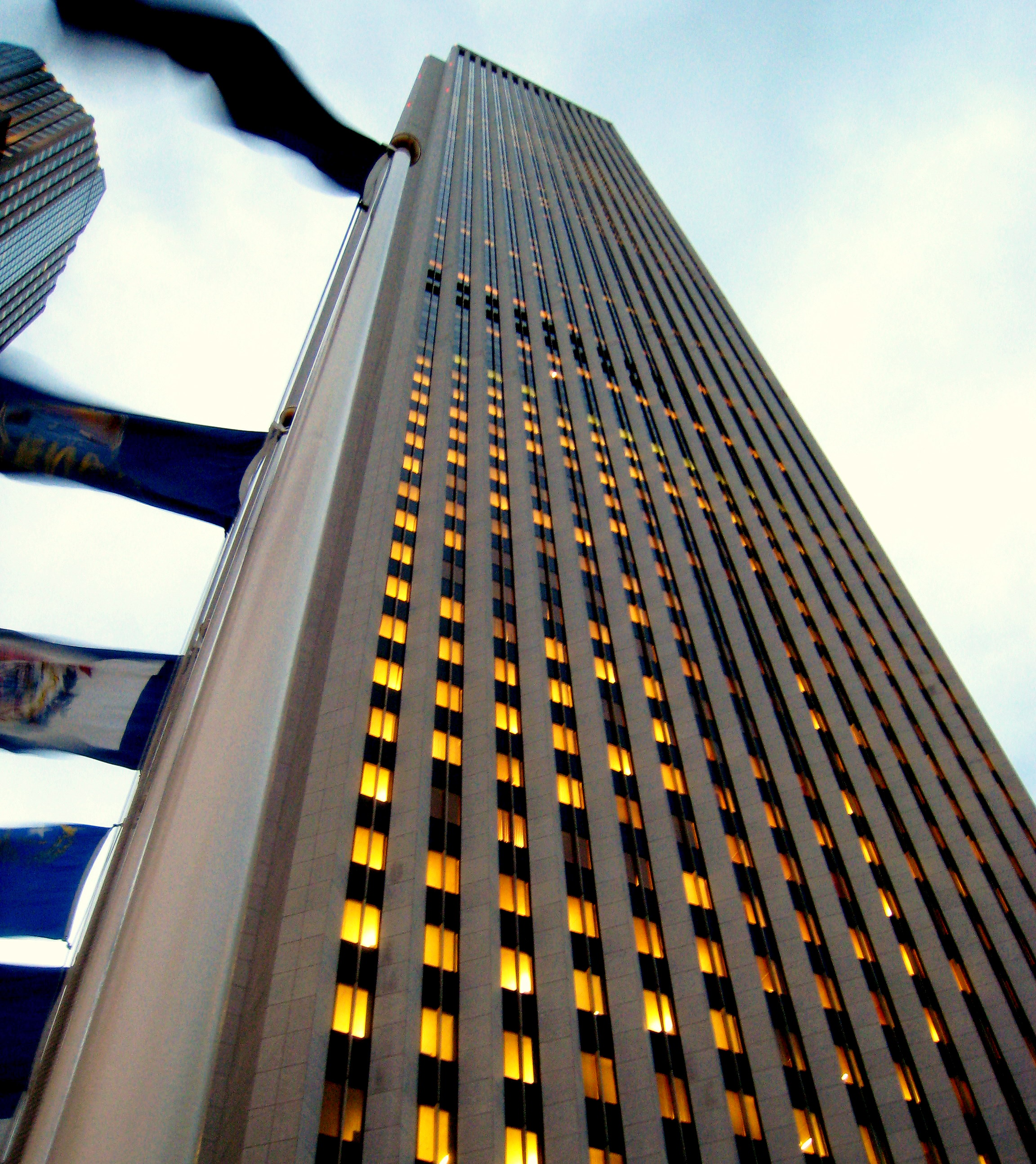
Blick von unten auf das Aon Center, mit Beleuchtungen in den Innenräumen

Das Aon Center wurde ursprünglich mit 43.000 Carrara-Marmorplatten verkleidet. Am 25. Dezember 1973 fiel eine Platte von der Fassade und durchschlug das Dach des Prudential Centers. Nachdem sich bei einer Untersuchung 1985 herausstellte, dass die Platten Risse aufwiesen, wurden sie zwischen 1989 und 1992 durch weiße Granitplatten ersetzt, was Kosten von 80 Millionen Dollar nach sich zog.
Im März 2010 wurde veröffentlicht, dass das Aon Center eines der energiesparendsten und umweltfreundlichsten Gebäude der Vereinigten Staaten ist.

## Frühere Namen
Nach den Eignern/Nutzern hieß das Aon Center früher
- Standard Oil of Indiana Building (1974–1985)

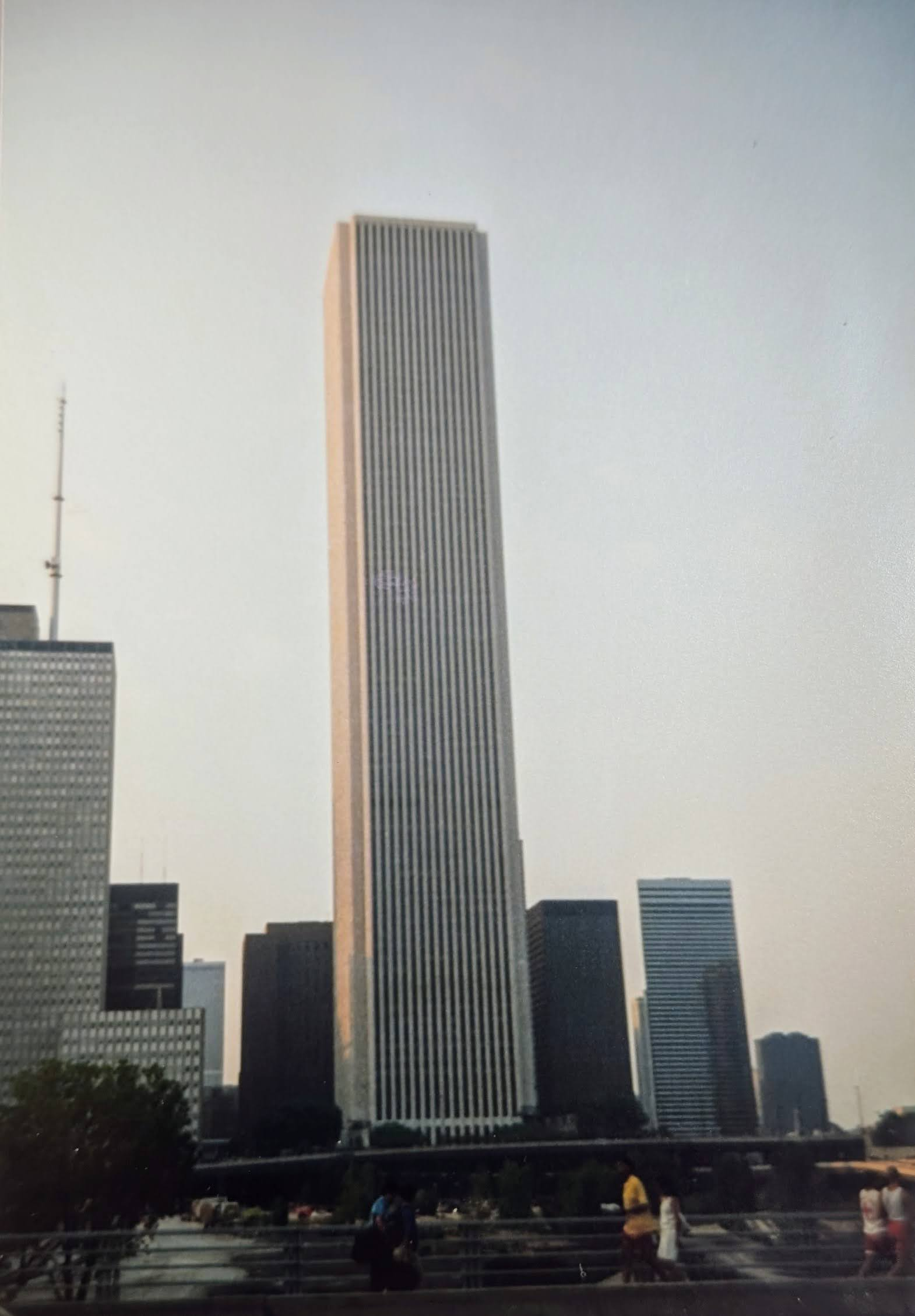
Amoco Building (since 2000 Aon Center) Chicago in 1988

- Amoco Building (1985–1999) Amoco Building (since 2000 Aon Center) Chicago in 1988